# Suregada capuronii
Suregada capuronii är en törelväxtart som beskrevs av Jacques Désiré Leandri. Suregada capuronii ingår i släktet Suregada och familjen törelväxter. Inga underarter finns listade i Catalogue of Life.